# Adakit
Adakit ist ein magmatisches Gestein, das bei der teilweisen Aufschmelzung subduzierter ozeanischer Kruste entsteht. Die meisten Gesteine, die mit diesem Begriff in Verbindung gebracht werden, können ebenso mit den allgemeineren Begriffen Dazit oder Andesit bezeichnet werden.
Das erste Mal wurde der Begriff Adakit 1990 verwendet, um intermediäre magmatische Gesteine auf der Insel Adak (Teil des Inselbogens der Aleuten) zu beschreiben, die durch relativ hohe Strontium- sowie geringe Yttrium- und Ytterbium-Gehalte gekennzeichnet sind. Später entstanden passend zu den Merkmalen dieser Gesteine Entstehungsmodelle, die eine teilweise Aufschmelzung subduzierter ozeanischer Kruste postulierten. Damit gehörten sie nicht zu dem auf Inselbögen üblichen Kalk-Alkali-Magmatismus, der durch eine Zufuhr von Fluiden im Oberen Mantel entsteht.

## Kontroverse
Bis heute gibt es keine einheitlich anerkannte Definition des Begriffs Adakit. Die nachstehend beschriebenen Merkmale und Entstehungsmodelle sind Vorschläge einzelner Autoren.
Vor allem in China finden der Begriff und darauf bezogene petrogenetische Modelle für Gesteine an ehemaligen Subduktionszonen Verwendung. Nach anderen Autoren reichen einige der besonderen Merkmale alleine für eine bestimmte Entstehung eines Adakits nicht aus und können auch anders erklärt werden (siehe unten, Abschnitt Entstehung).

## Merkmale
Die charakteristischen Merkmale eines Adakits resultierend aus einer Teilaufschmelzung einer subduzierten Platte sind wie folgt:
- viel SiO2 ≥ 56 %
- viel Al2O3 ≥ 15 %
- wenig MgO < 3 %
- viel Sr > 300 ppm
- keine Europium-Anomalie
- wenig Y < 15 ppm
- hohes Verhältnis Sr/Y > 20
- wenig Yb ≤ 1,9 ppm
- hohes Verhältnis La/Yb > 20
- wenig HFSE (Nb, Ta)
- geringes Verhältnis 87Sr/86Sr < 0,704[5]

Eine noch vollständigere Übersicht mit etwas veränderten Werten findet sich bei Richards & Kerrich 2007.

## Entstehung
Als Ausgangsgestein kommt mit diesen Merkmalen noch nicht entwässerte mafische Kruste in Frage, in erster Linie ozeanische Kruste. Die Aufschmelzung eines solchen Gesteins ist aufgrund der hohen Aufschmelztemperaturen, des geringen geothermischen Gradienten und der geologisch schnellen Entwässerung von Gesteinen in Subduktionszonen relativ selten. Unter besonderen plattentektonischen Verhältnissen könnte relativ junge (jünger als 25 Millionen Jahre) ozeanische Kruste subduziert werden, die noch relativ warm ist. Dies ist derzeit zum Beispiel an der südamerikanischen Westküste der Fall. Unter diesen Bedingungen könnten durch zusätzlich anfallende Reibungswärme Magmen entstehen.
Ähnliche Zusammensetzungen können auch Magmen besitzen, die durch metasomatische Veränderungen im Oberen Mantel über einer Subduktionszone entstanden, und während des anschließenden Aufstiegs eine intensive Fraktionierung erfahren haben. Als drittes Modell für die Entstehung von Adakiten wird Mantelmagma heranzogen, das durch mafische Unterkruste kontaminiert wurde. Auch mafische eklogitisierte Unterkruste an sich wird in manchen Fällen als Quelle für wahrscheinlich gehalten.
Einige Autoren lehnen daher die Verbindung des Begriffs Adakit mit einem Genesemodell völlig ab und reduzieren ihn auf Teile der oben genannten Merkmale.

## Bedeutung
Bedeutung hat die Diskussion über die Entstehung von Adakiten und die Verwendung des Begriffs vor allem für porphyrische Lagerstätten, in denen Kupfer-, Molybdän- und Gold-Mineralisationen vergesellschaftet auftreten, da bei diesen Lagerstätten Magmatite mit sehr ähnlichen Spurenelement-Konzentrationen auftreten (Hohes Sr/Y- sowie La/Yb-Verhältnis).
Adakite könnten auch zum Wachstum der kontinentalen Kruste beitragen und damit den Platz der archaischen Trondhjemit-Tonalit-Granodioriten (kurz: TTG) einnehmen, welche ähnlich entstanden sein könnten.